# Frank Frazetta
Frank Frazetta, född 9 februari 1928 i Brooklyn, New York, död 10 maj 2010 i Fort Myers, Florida, var en amerikansk serietecknare, och en av de fantasykonstnärer som har betytt mest för genrens utveckling.
Frazetta avled av en stroke den 10 maj 2010. 